# Henryk Dorie
Św. Pierre-Henri Dorie (ur. 23 września 1839 r. w Talmont-Saint-Hilaire – zm. 7 marca 1866 r. w Saenamteo w Korei) – ksiądz katolicki, misjonarz, męczennik, święty Kościoła katolickiego.

## Życiorys
Urodził się jako szósty syn prostych rolników. Miejscowy proboszcz zainteresował się nim i polecił do seminarium w 1852 r. W październiku 1860 r. Henryk Dorie wstąpił do wyższego seminarium w Luçon. 14 czerwca 1862 r. wstąpił do seminarium Francuskiego Stowarzyszenia Misji Zagranicznych (Missions Étrangères de Paris). Jego rodzice i proboszcz byli przeciwni temu, żeby został misjonarzem. Święcenia kapłańskie przyjął 31 maja 1864 r., a następnie został wysłany na misje do Korei. Opuścił Marsylię razem z 3 innymi misjonarzami (Justyn Ranfer de Bretenieres, Bernard Ludwik Beaulieu i Marcin Huin). Przybyli oni do Korei 27 maja 1865 r. Henryk Dorie uczył się języka koreańskiego i pracował w Sonkokni w prowincji Kyŏnggi. Podczas prześladowań katolików został aresztowany 27 lutego 1866 r. Po torturach ścięto go w Saenamteo 7 marca 1866 r.

## Dzień obchodów
20 września (w grupie 103 męczenników koreańskich)

## Proces beatyfikacyjny i kanonizacyjny
Beatyfikowany przez Pawła VI 6 października 1968 r., kanonizowany 6 maja 1984 r. przez Jana Pawła II w grupie 103 męczenników koreańskich.